# أورنيدازول
أورنيدازول Ornidazole هو مضاد حيوي مشتق من 5-nitroimidazole, يتمتع بخصائص مضادة للأوالي والبكتريا اللاهوائية، يعطى فمويا.

## آلية العمل
أورنيدازول هو مشتق 5-nitroimidazole فعال ضد البكتيريا اللاهوائية والأوالي. يتم تحويله لمشتق فعال يتداخل مع الدنا حيث يسبب عطل في البنية الحلزونية للدنا.

## موانع الاستعمال
فرط الحساسية له أو لأحد مشتقات النيتروايميدازول.

## الآثار الجانبية
نعاس، صداع، غثيان، إقياء، ودوخة، ورعاش، وصلابة، وضعف التنسيق، والتعب، والدوار، وفقدان مؤقت للوعي وعلامات اعتلال الأعصاب المحيطية الحسية أو مختلطة، واضطرابات الذوق، LFTs غير طبيعية، ردود فعل جلدية تحسسية.

## التداخلات الدوائية
- يزيد من فعل مضادات التخثر الفموية نمط الكومارين.
- يطيل من الفعل المرخي العضلي للفيكورونيوم برومايد.